# STS-41-G
STS-41-G (ang. Space Transportation System) – szósta misja amerykańskiego wahadłowca kosmicznego Challenger i trzynasta programu lotów wahadłowców. Siedmioosobowa załoga była najliczniejszą załogą pojedynczego statku kosmicznego, po raz pierwszy w skład załogi weszły dwie kobiety, po raz pierwszy amerykańska astronautka odbyła spacer kosmiczny, był to również pierwszy lot w kosmos obywatela Kanady.

## Załoga
źródło dla sekcji: 
- Robert Crippen (4)*, dowódca (CDR)
- Jon McBride (1), pilot (PLT)
- Kathryn Sullivan (1), specjalista misji 1 (MS3)
- Sally Ride (2), specjalista misji 2 (MS2)
- David Leestma (1), specjalista misji 3 (MS1)
- Marc Garneau (1), specjalista ładunku 1 (PS1) (Kanada)
- Paul Scully-Power (1), specjalista ładunku 2 (PS2) (USA, urodzony w Australii)

### Załoga rezerwowa
- Robert Thirsk (0), specjalista ładunku

* (liczba w nawiasie oznacza liczbę lotów odbytych przez każdego z astronautów)

## Parametry misji
źródło dla sekcji: 
- Masa:
  - startowa orbitera: 110 127 kg
  - lądującego orbitera: 91 744 kg
  - ładunku: 10 643 kg
- Perygeum: 351 km
- Apogeum: 391 km
- Inklinacja: 57,0°
- Okres orbitalny: 92,0 min

## Cel misji
Umieszczenie na orbicie satelity ERBS (Earth Radiation Budget Satellite) służącego do badania promieniowania Ziemi.

## Spacer kosmiczny
źródło dla sekcji: 
- D. Leestma i K. Sullivan – EVA 1
  - Start EVA 1: 11 października 1984
  - Koniec EVA 1: 11 października 1984
  - Czas trwania: 3 godz, 29 min